# Ali Faez
Ali Faez (en árabe: علي فايز عطية‎ o en árabe: فائز‎; Bagdad, Irak, 9 de septiembre de 1994) es un futbolista de Irak que juega en la posición de defensa. Desde el 2020 juega con el Al-Talaba SC de la Liga Premier de Irak.

## Carrera

### Club
| Periodo   | Club                         |
| --------- | ---------------------------- |
| 2010-2011 | Al-Sinaa SC                  |
| 2011–2013 | Al-Karkh SC                  |
| 2013–2015 | Erbil SC                     |
| 2015–2016 | Al-Shorta SC                 |
| 2016–2019 | Çaykur Rizespor              |
| 2017–2018 | → Al-Shorta SC (cedido)      |
| 2018–2019 | → Al-Kharaitiyat SC (cedido) |
| 2019–2021 | Al-Shorta SC                 |
| 2021–2022 | Qadsia SC                    |
| 2022–     | Al-Talaba SC                 |

### Selección nacional
Ali es uno de los pocos que han pasado por todos los niveles de selecciones nacionales en Irak. Debutó con la selección mayor el 14 de agosto de 2013 en una derrota por 0-6 ante Chile e un partido amistoso en Copenhague. Con 18 años, 11 meses y 5 días, se convirtió en uno de los más jóvenes en debutar con la selección nacional. Ali anotó su primer gol con Irak en la victoria por 2-1 ante Catar en la Copa de Naciones del Golfo de 2017 de tiro libre.
También participó en los Juegos Olímpicos de Río de Janeiro 2016.

## Logros

### Club
- Iraqi Super Cup: 2019

### Selección nacional
- Copa de Naciones del Golfo: 2023
- AFC U-22 Championship: 2013

### Individual
- Goleador de la Copa de Naciones del Golfo de 2017.